# Vanuatus flagga
Vanuatus flagga är röd, svart och grön med en gul stiliserad vildsvinsbete i en svart kil vid den inre kanten. I betens mitt finns två korslagda blad av ormbunksarten namele. Den antogs den 13 februari 1980 och har proportionerna 19:36.

## Symbolik
Den gula skiljeranden bildar ett Y som visar öarnas inbördes geografiska läge. Krökta vildsvinsbetar är en traditionell symbol för rikedom, dels därför att vildsvinen själva representerar ett värde men också att krökta betar kräver att vildsvinet matas för hand, något som bara en mycket förmögen person har råd med. De korslagda ormbunksbladen är en fredssymbol, och de 39 småbladen står för de 39 ledamöterna i Vanuatus parlament.
Den gula färgen står för solen och den gröna står för öarnas rikedomar. Rött är en symbol för blod och den svarta färgen symboliserar den melanesiska befolkningen.

## Historik
Dagens Vanuatu ingick tidigare i den fransk-brittiska kolonin Nya Hebriderna. Under kolonialperioden användes den franska trikoloren jämsides med den brittiska unionsflaggan. När det självständiga Vanuatu bildades 1980 baserade man nationsflaggan på de färger som det frihetssträvande partiet Vanuaaku Pati använt.